# Materiał światłoczuły

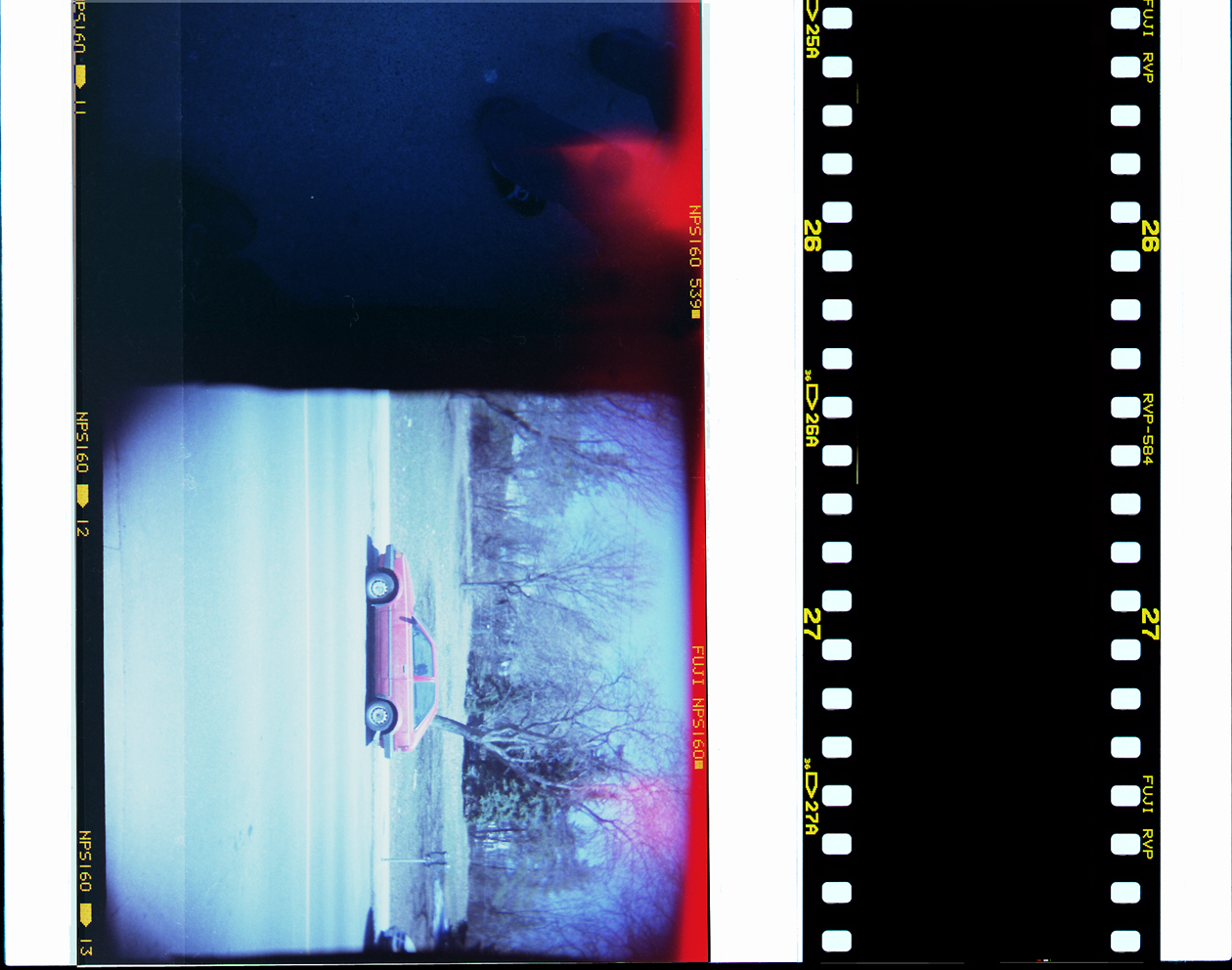
Przykład filmu fotograficznego.

Materiał światłoczuły, materiał fotograficzny – ogólne pojęcie oznaczające wszystkie wyroby wykazujące wrażliwość na światło, które są wykorzystywane w różnorodnych procesach fotograficznych. Należą do nich zarówno materiały wrażliwe na światło widzialne, jak również na bliską podczerwień i ultrafiolet.

## Podział materiałów światłoczułych
Zasadniczy podział materiałów fotograficznych, to materiały pozytywowe lub negatywowe, oraz materiały monochromatyczne (najczęściej czarno-białe) lub kolorowe. Osobnym materiałem światłoczułym są matryce cyfrowe mogące rejestrować zarówno światło widzialne, jak i niewidoczne ludzkim okiem.

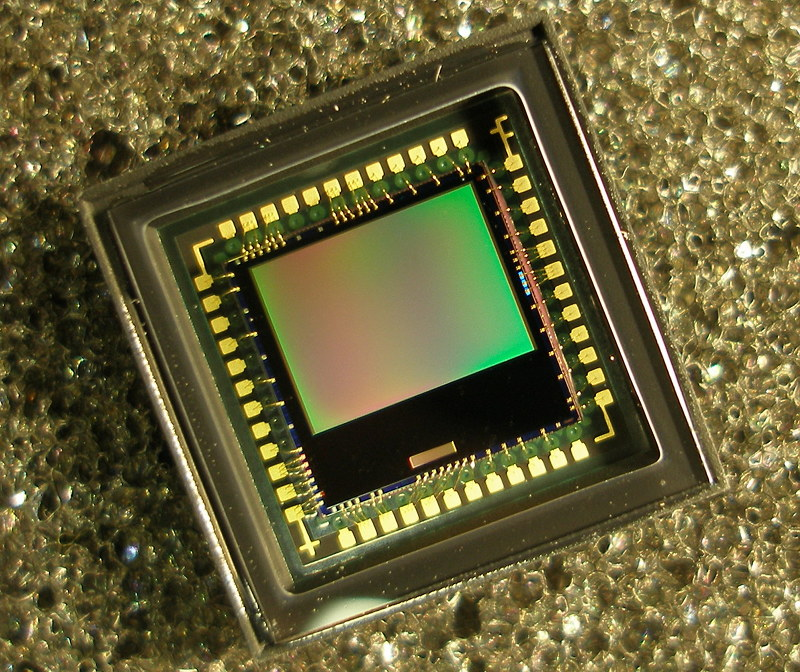
Matryca światłoczuła CMOS

## Rodzaje
Materiały światłoczułe, podział względem nośnika warstwy światłoczułej:
- błona fotograficzna – elastyczne przezroczyste podłoże z tworzywa sztucznego służące do zapisu pojedynczych zdjęć fotograficznych, może być w postaci ciętej o wielkości pojedynczego zdjęcia lub w postaci zwoju;
- klisza – sztywna płyta: szklana, metalowa lub z tworzywa sztucznego;
- papier fotograficzny – podłoże elastyczne papierowe lub z tworzyw sztucznych, nieprzeźroczyste, koloru białego, służące do wykonywania odbitek fotograficznych;
- taśma filmowa – elastyczne przezroczyste podłoże z tworzywa sztucznego służące do zapisu zdjęć wieloklatkowych, umożliwiające utrwalenie kolejnych faz ruchu;
- matryca światłoczuła – cyfrowy układ scalony wykorzystywany w fotografii cyfrowej.
- inne – np. w poligrafii większość rodzajów form kopiowych i form drukowych wykonywana jest właśnie techniką fotograficzną, jak również wszystkie analogowe próby koloru

Należy zaznaczyć, że w języku potocznym pojęcia błony, kliszy i filmu są bardzo często stosowane zamiennie.